# Charles-Alexis Huin
Charles-Alexis Huin, né à Nancy en 1735 et décédé à Paris avant septembre 1786, est un artiste-peintre originaire de Lorraine, formé à Paris, mais actif à Strasbourg de 1759 à 1783. Il réalisa des portraits, principalement au pastel.

## Biographie
Charles-Alexis Huin est le fils de Gaspard Huin, graveur du duc de Lorraine, qui lui enseigna les rudiments de l'art.
Sa fille Marie-Cunégonde prit des leçons de peinture auprès de David et peignit notamment des miniatures.

## Œuvres

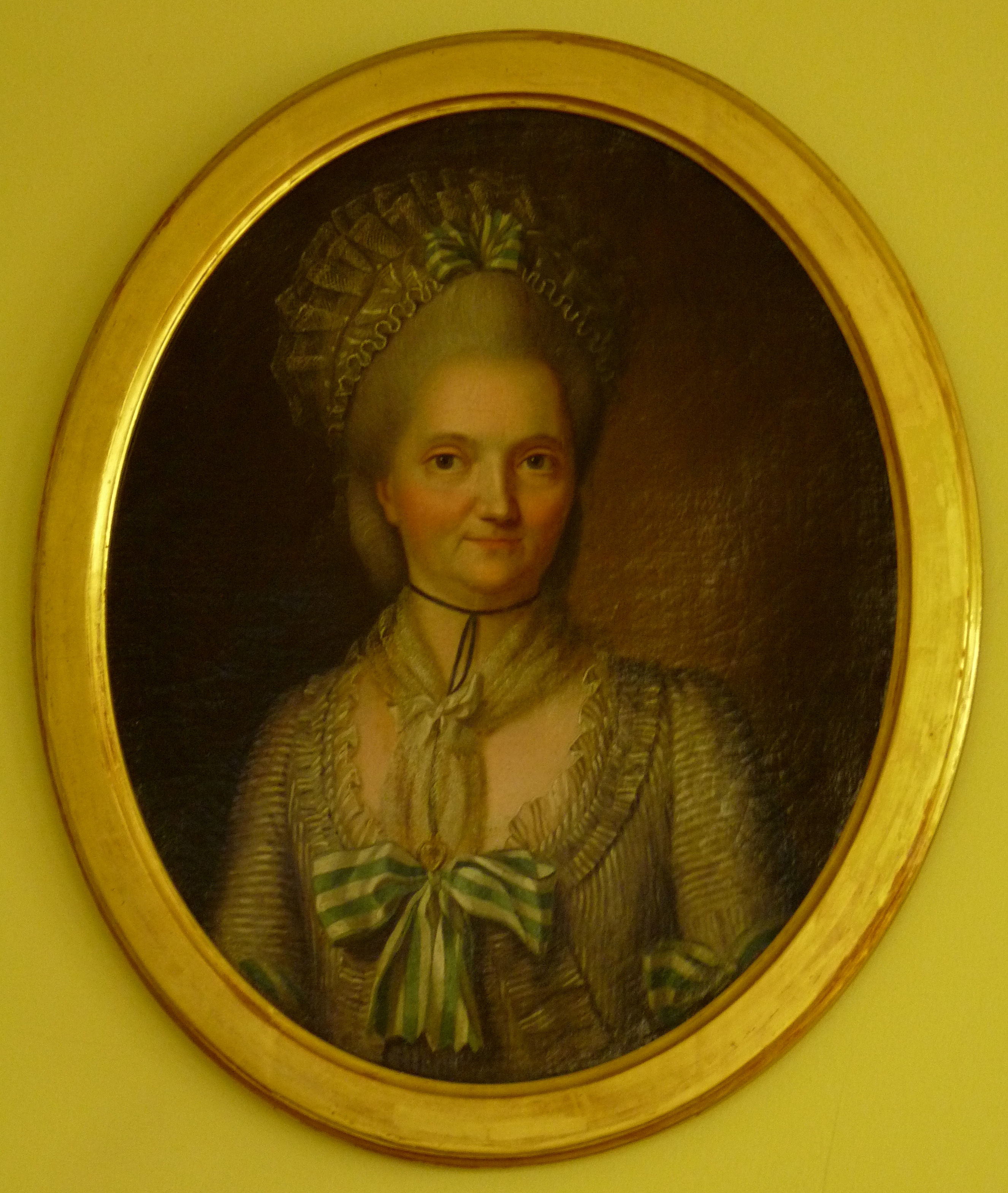
Portrait de Marie Angélique de Fitte de Soucy, baronne de Mackau.

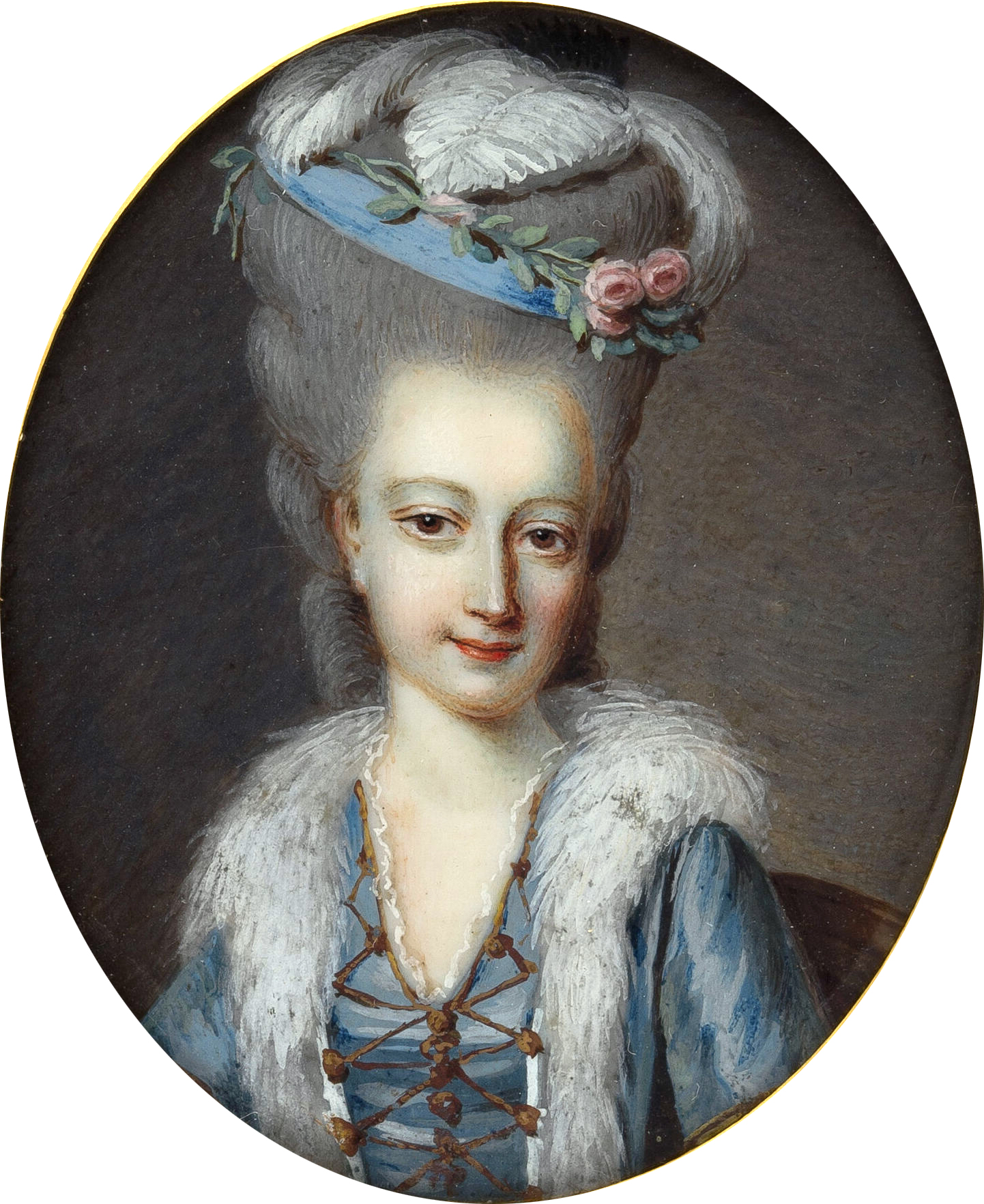
Théophila Sapieha.

- Autoportrait, 1762 (collection particulière)
- Antoine Dorlan (son beau-père), 1763
- Marie Geneviève Dorlan et Marie-Barbe Dorlan (ses belles-sœurs), 1767
- Marie Odile Huin, 1770
- Nicolas François Coliny (médecin strasbourgeois), 1773 (Musée des Arts décoratifs de Strasbourg)
- Mme de Huauly, 1776
- Marie Angélique de Fitte de Soucy (sous-gouvernante des enfants de France), 1778 (Musée des Arts décoratifs de Strasbourg)
- André Antoine Huin, 1782,
- Marie-Cunégonde Huin (sa fille), 1785 (Bibliothèque humaniste de Sélestat[3])